# Genísio
Genísio (Portugees) of Zenízio (Mirandees) is een plaats (freguesia) in de Portugese gemeente Miranda do Douro en telt 233 inwoners (2001).